# Capital Fund Management
Pour les articles homonymes, voir CFM.
Capital Fund Management (CFM) est une société privée de gestion alternative des portefeuilles financiers. Fondée en 1991 par Jean-Pierre Aguilar, CFM fut dirigée de 1997 à 2003 par Didier Bouillard. CFM fusionna en 2000 avec Science & Finance, société fondée en 1994 par Jean-Philippe Bouchaud. À la suite du décès de Jean-Pierre Aguilar en juillet 2009, la société est actuellement dirigée par Jean-Philippe Bouchaud, Philippe Jordan, Marc Potters et Jacques Saulière. CFM est un des plus grands fonds d'investissement français (Hedge Fund) avec plus de 220 collaborateurs à Paris, Londres, New York, Sydney et Tokyo et plus de 10 milliards de dollars sous gestion en 2018.

## Histoire
Fondée  en 1991 par Jean-Pierre Aguilar, CFM a fusionné en 2000 avec Science &  Finance, une société créée en 1994 par Jean-Philippe Bouchaud en tant que  groupe de recherche de CFM et pionnier des stratégies d'investissement  quantitatives et systématiques. Les programmes les plus anciens de CFM  utilisent une approche d’investissement multi-stratégie et multi-actifs. En  2013, CFM a élargi son offre avec une gamme de programmes bêta alternatifs  appliquant des techniques quantitatives et systématiques à des stratégies  d’investissement alternatives bien documentées.

## Personnes
Depuis  le décès de Jean-Pierre Aguilar en juillet 2009, la société est dirigée par  Jean-Philippe Bouchaud, Philippe Jordan, Marc Potters et Jacques Saulière.  Laurent Laloux a rejoint le conseil en 2017.

## Liens avec le monde universitaire
CFM  entretient des liens étroits avec le monde universitaire. Jean-Philippe  Bouchaud occupe un poste de professeur de physique à l'École Polytechnique et  est membre de l'Académie des sciences de France.

### Partenariat avec l'Imperial College
Le CFM-Institut impérial de finance quantitative a été créé en 2014 par le  biais d'un partenariat entre le groupe de finance mathématique du Collège  impérial et CFM, dans le but de promouvoir la recherche interdisciplinaire  axée sur la compréhension de la complexité des marchés financiers, la  modélisation quantitative et la gestion des risques financiers [3].

### Partenariat avec l'École normale supérieure (ENS)
En 2016, CFM a annoncé que, par le biais de la Fondation CFM pour la  recherche, elle avait financé une nouvelle chaire de recherche en  modélisation et informatique des données à l'École normale supérieure (ENS) à  Paris. L'objectif est de fournir un soutien continu au monde universitaire  afin qu'il mène des recherches sur les techniques de la science des données  dans un éventail de disciplines. Par conséquent, cette chaire de recherche  est axée sur une approche multidisciplinaire de la science des données et de  la modélisation et travaille en collaboration avec les départements de  biologie, économie, informatique, géophysique, physique, sciences cognitives  et sciences humaines [4].

### Fondation CFM pour la recherche
En 2009, CFM a créé la Fondation CFM pour la recherche afin de soutenir la  communauté universitaire en contribuant directement à des projets de  recherche dans un large éventail de disciplines allant au-delà de l'objectif  principal de la société en matière de gestion des investissements. La  Fondation offre des bourses pour des projets de recherche de doctorat, aide à  la publication d'articles scientifiques et aide à l'organisation de  symposiums.